# Planetarium

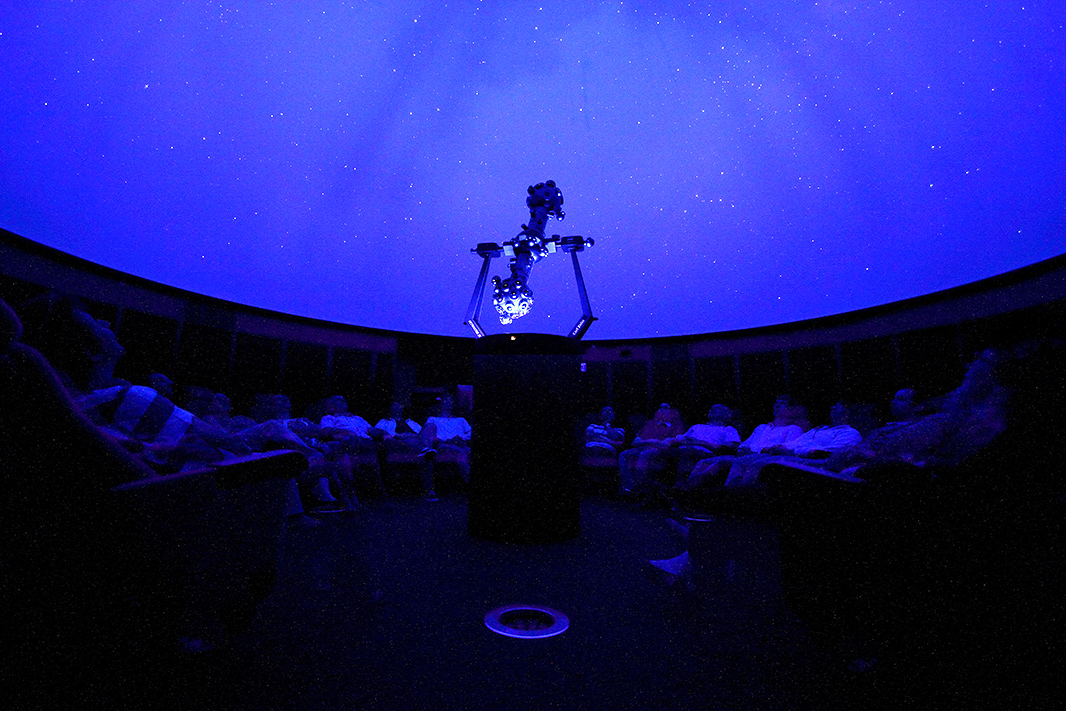
Vorführung im Planetarium Reims

Planetarium (griechisch-lateinisch für „Planetenraum“) bezeichnete ursprünglich ein Gerät zur Veranschaulichung des Planetenlaufs. Bis zum 19. Jahrhundert verstand man darunter einen kleinen mechanischen Apparat, den man inzwischen als „Orrery“ bezeichnet. Unter dem modernen Planetarium versteht man heute ein Gebäude mit einer halbkugelförmigen Kuppel, auf deren Innenfläche Bilder des Sternenhimmels von einem speziellen Projektor erzeugt werden. Diese Art Planetarium bezeichnet man als Projektionsplanetarium. Zu den wesentlichen Merkmalen gehört, dass der Projektor die Tages- und Jahresbewegungen zu einer beliebigen Zeit und für einen beliebigen geographischen Ort darstellen kann. Als Erfinder des modernen Projektionsplanetariums gilt der Physiker Walther Bauersfeld, der es 1919 im Auftrag von Carl Zeiss Jena entwickelte und baute. Das Projektionsplanetarium ist nicht mit einer Sternwarte zu verwechseln. Ersteres erzeugt einen simulierten Sternenhimmel, während man in einer Sternwarte die realen Himmelsobjekte beobachten kann.
Ein weiteres Instrument zur Beobachtung von realen Himmelsobjekte und zum Identifizieren derselben ist das Handplanetarium, ein kleiner, in der Hand gehaltener Computer mit GPS-Empfänger, Lagesensoren und Visiereinrichtung. Mit dem Handplanetarium werden Himmelsobjekte wie Sterne und Planeten am realen Sternenhimmel angepeilt, das Handplanetarium identifiziert die Objekte und gibt weitere audiovisuelle Informationen über Kopfhörer und Display.

## Statistik

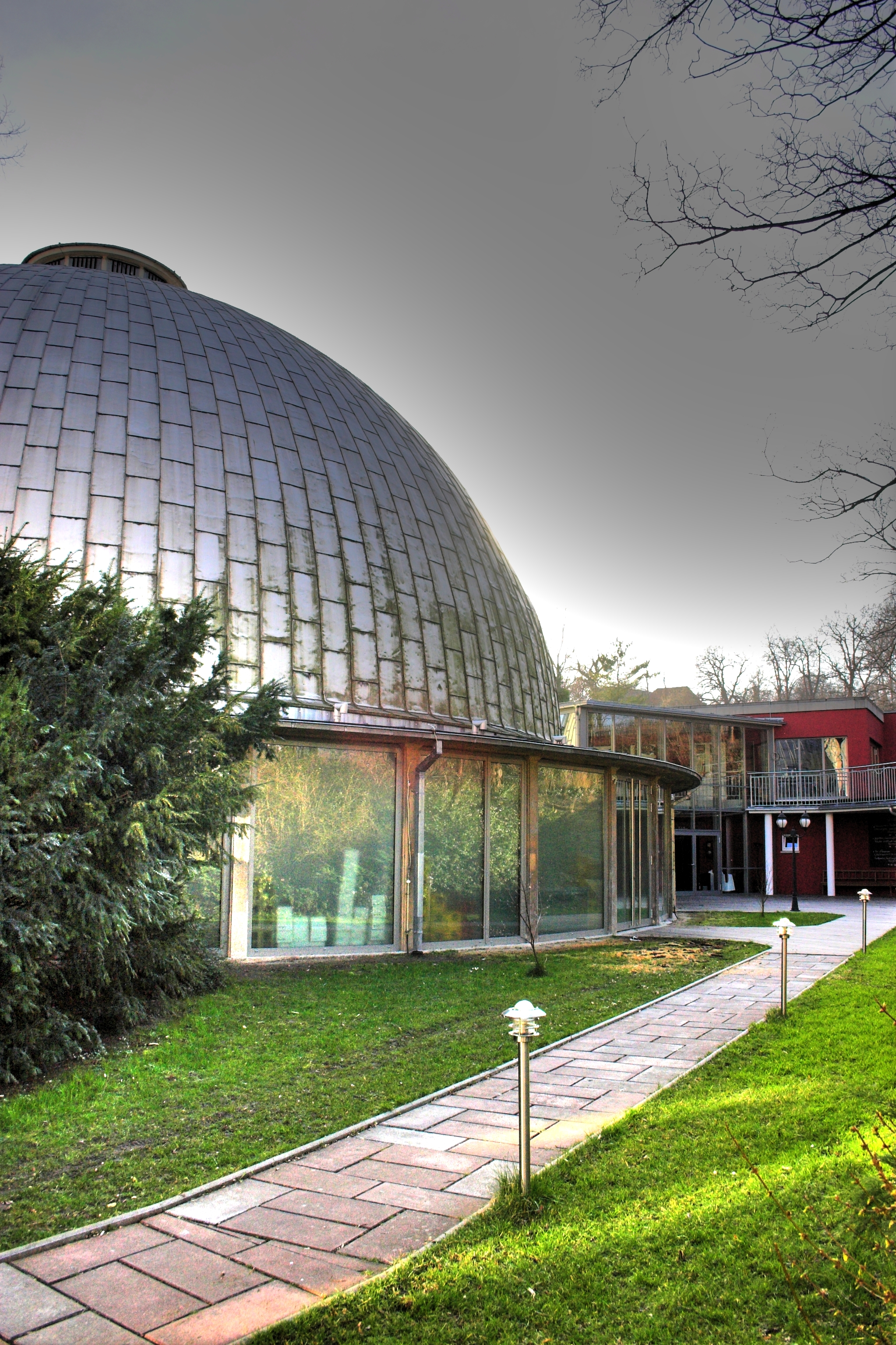
Zeiss-Planetarium Jena

Der Planetariumsprojektor Model I der Firma Carl Zeiss wurde am 7. Mai 1925 im weltweit ersten permanent betriebenen modernen Projektionsplanetarium im neu eröffneten Sammlungsbau des Deutschen Museums auf der Münchner Museumsinsel in Betrieb genommen und ist bis heute als Exponat im Deutschen Museum erhalten. Das Zeiss-Planetarium in Jena (D) ist seit dem 18. Juni 1926 bis heute in Betrieb. Jährlich besuchen mehr als 100 Millionen Besucher ein Planetarium. Weltweit gibt es über 3200 Projektionsplanetarien, doch diese Zahl ist vermutlich zu niedrig, da viele Schulplanetarien hauptsächlich intern genutzt werden und kaum Informationen über sie vorhanden sind. In den USA sind mindestens 1500 Planetarien bekannt. Die größten und modernsten Häuser stehen in China mit dem Shanghai Astronomy Museum (30 Meter äußerer Kuppeldurchmesser), in Japan mit dem Nagoya City Science Museum (35 m Kuppeldurchmesser) sowie in Russland mit dem Planetarium Nr. 1 (37 Meter Kuppeldurchmesser). 

### Europa
In Europa sind über 450 Planetarien gelistet, wobei eine unbekannte Anzahl von Zeltplanetarien enthalten ist. Die größten europäischen Bauten mit mehr als 23 m Kuppeldurchmesser befinden sich in: Brüssel (BE), Prag (CZ), Jena (DE), Kopenhagen (DK), Valencia (ES), Athen (GR), Budapest (HU), Częstochowa (PL), Lissabon (PT), Moskau (RU), Sankt Petersburg (RU), Stockholm (SE) und Kiew (UA).

### Deutschland, Österreich, Schweiz

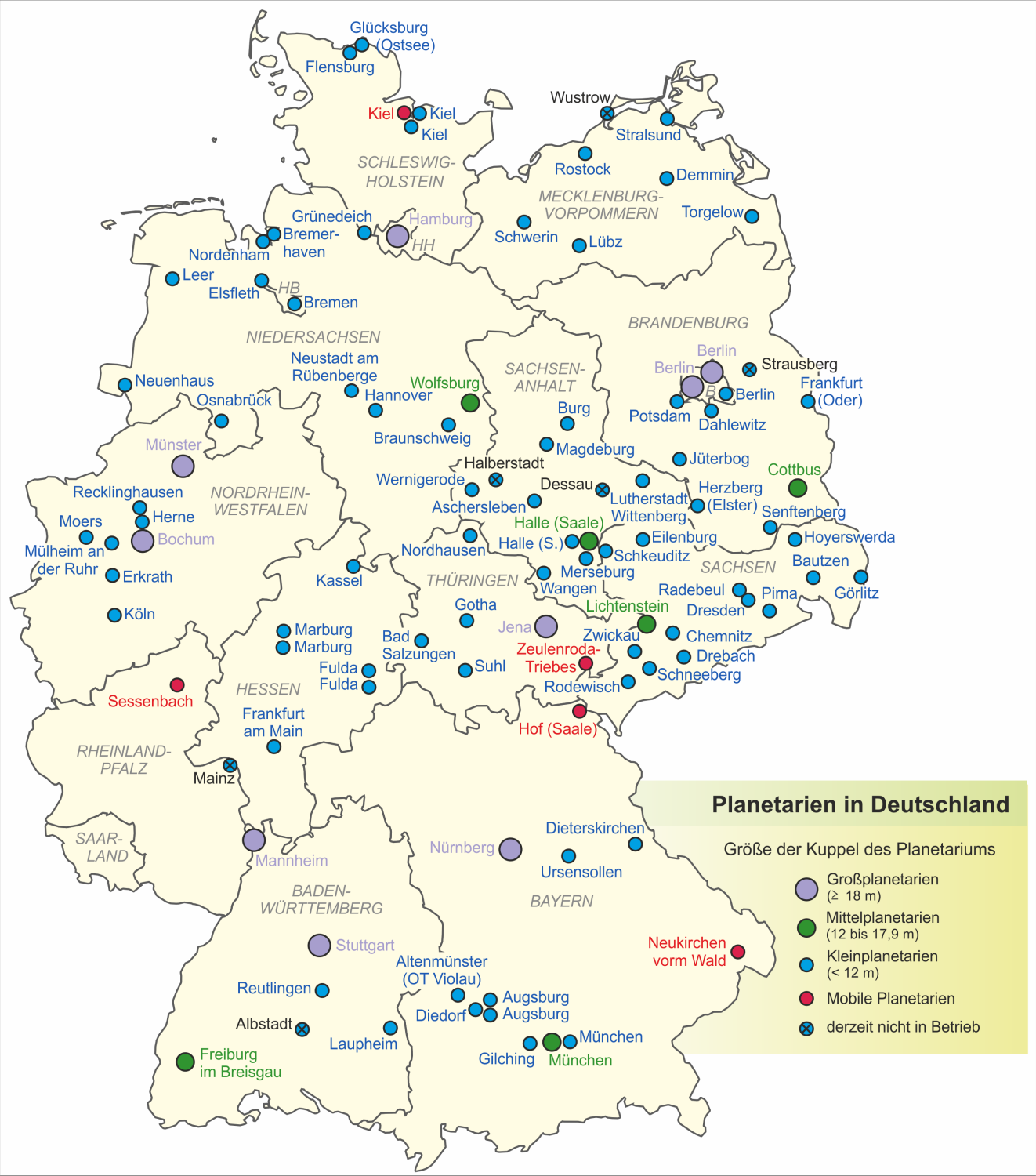
Planetarien in Deutschland

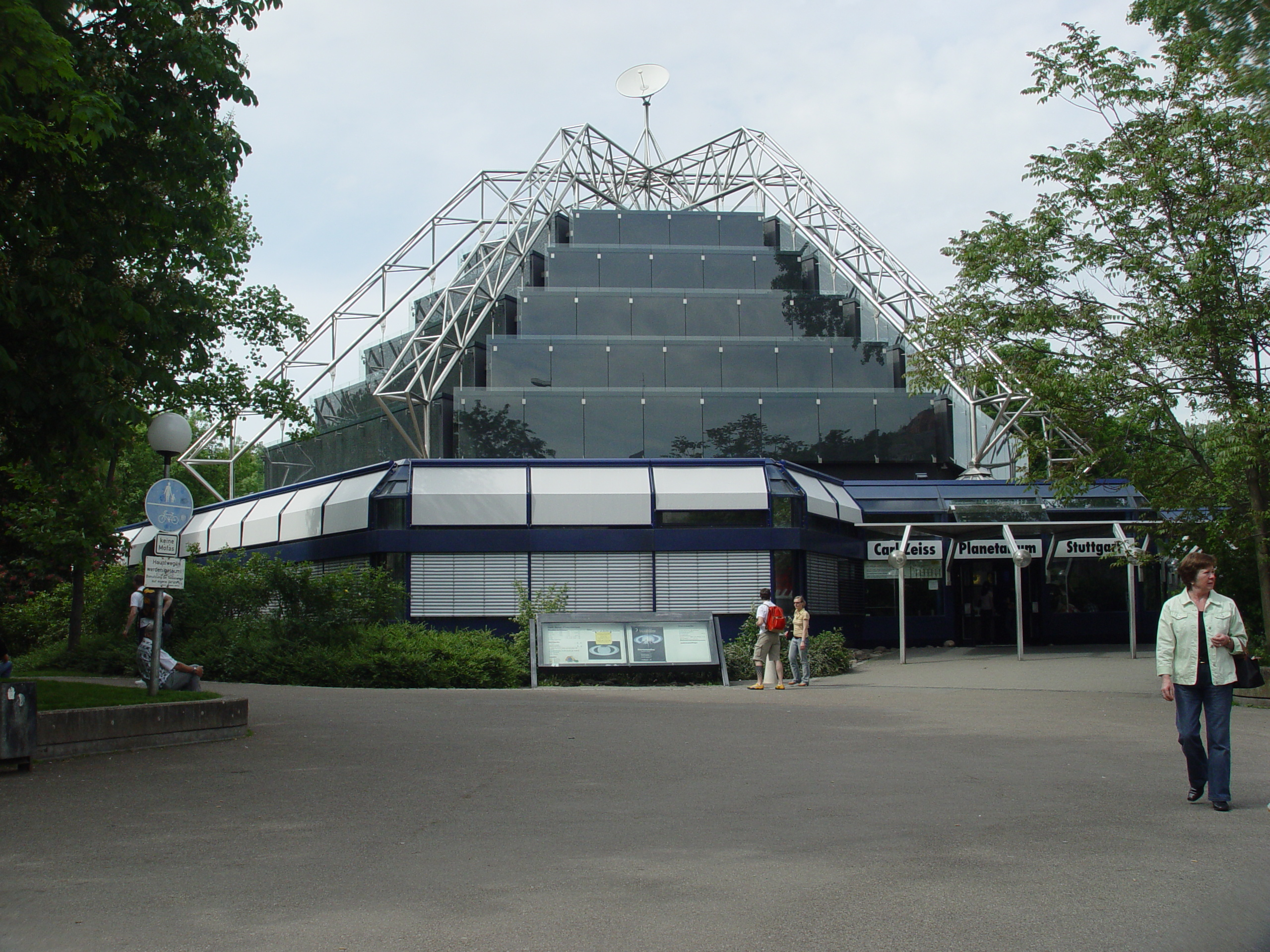
Carl-Zeiss-Planetarium Stuttgart

In Deutschland gibt es ca. 100 Planetarien (Stand: 30. Juni 2007). 
In Österreich gibt es ein Großplanetarium in Wien (Wiener Planetarium), ein Mittelplanetarium in Klagenfurt und drei Kleinplanetarien (Judenburg, Schwaz und Wien). Als erstes Planetarium weltweit erhielt das Zeiss Planetarium Schwaz am 11. September 2006 eine Ganzkuppelvideoanlage des Typs Spacegate Quinto. Am 8. November 2006 wurde in Judenburg mit dem „Sternenturm“ ein weiteres Full-Dome Planetarium eröffnet. Das neueste Planetarium Österreichs ist das digitale Planetarium im Naturhistorischen Museum in Wien. Es wurde im September 2014 aus Anlass des 125-Jahre-Jubiläums des Museums eröffnet und ist ein Full-Dome Planetarium neuester Generation. Das Kleinplanetarium in Königsleiten, das höchstgelegene Planetarium Europas, wurde im Frühjahr 2016 endgültig geschlossen. Dezember 2017 startete die Astronomin und Wissenschaftsvermittlerin Ruth Grützbauch in Wien per Lastenfahrrad das mobile, aufblasbare Pop-Up-Planetarium Public Space mit 5 m Durchmesser für bis zu 30 Kinder und besucht damit Schulen, Kindergärten und Veranstaltungen.
In der Schweiz besitzt das Verkehrshaus in Luzern ein 18-m-Großplanetarium, die Stadt Kreuzlingen ein Planetarium mit einer 10-m-Kuppel. Weiterhin existieren noch fünf Kleinplanetarien. In Sion wurde im Herbst 2018 ein neues Kleinplanetarium eröffnet.
Im Jahr 2011 wurde die Gesellschaft Deutschsprachiger Planetarien e. V. gegründet, als Nachfolgeorganisation des zuvor nur informell existierenden Rates deutscher Planetarien sowie der Arbeitsgemeinschaft Deutschsprachiger Planetarien. Die jährlich im April/Mai stattfindende GDP-Tagung gilt als eine Art Branchentreffen der Planetarien sowie der in diesem Bereich tätigen Firmen. Innerhalb der GDP gibt es mehrere Arbeitsgruppen, die sich mit speziellen Themen befassen, z. B. Planetariumsdidaktik und Planetariumsleitungen. Die nächste Tagung der GDP findet 2025 in Halle (Saale) statt.

### Mobile Planetarien, Heimplanetarien

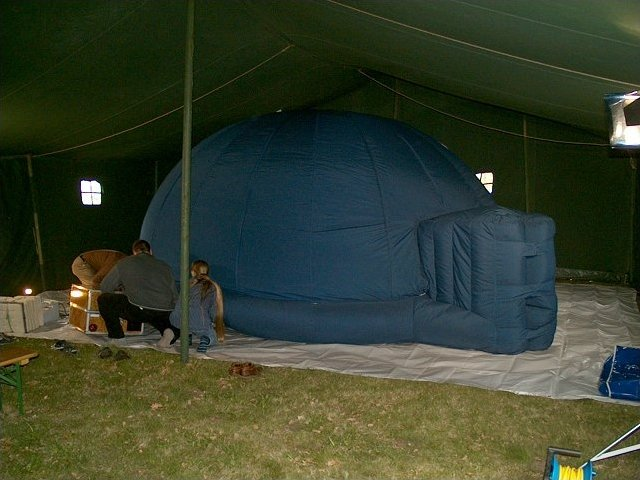
Mobiles Planetarium

Neben den stationären Planetarien mit ihren großen Apparaten und entsprechend großen und massiven Kuppeln gibt es auch eine Reihe von kleinen und mobilen Lösungen. Ein mobiles Planetarium besteht i. d. R. aus einem Projektionsgerät und einer aufblasbaren Kuppel. Es kommen Kuppelgrößen von etwa 2,5 bis 8 Metern Durchmesser zum Einsatz. Beim Projektor gibt es viele verschiedene Ansätze. Bei rein optischen Geräten wird meist nur der Sternenhimmel abgebildet, hier manchmal sogar nur für eine Hemisphäre. Aber auch recht komplexe Geräte mit Sonnen-, Mond- und Planetenprojektoren gibt es. Was all diesen Geräten fehlt ist jedoch die automatische Steuerung dieser Zusatzprojektoren. Unterstützt durch die rasante Entwicklung von Computern und Digitalprojektoren (sog. Beamer) hat sich in letzter Zeit auch das digitale Planetarium etabliert. Es können alle Aspekte des Sternenhimmels erlebt und erklärt werden, also Planetenbewegungen, Finsternisse, Durchgänge usw. Dies erfolgt größtenteils mit kurzen sogenannten Fulldome-Videoclips.
Eine neue Generation von portablen Planetarien wird von dem japanischen Planetariumsbauer Takayuki Ohira entwickelt. Seine Planetarien finden auf Veranstaltungen wie z. B. der Aichi World Expo 2006 ihre Anwendung. Neben den professionellen Linien Astroliner und Megastar brachte Takayuki Ohira im August 2006 in Zusammenarbeit mit dem Unternehmen Sega Toys unter dem Namen Sega Homestar das erste Heimplanetarium auf den Markt. Im Handtaschenformat projiziert es für den Hobbybereich einen realistischen Sternenhimmel von bis zu 60.000 Sternen an die Zimmerdecke oder Wand. Die Genauigkeit und Programmierbarkeit eines professionellen Projektionsplanetariums kann mit einem solchen deutlich günstigeren Heimgerät nicht erreicht werden.
Größere Projektoren werden in mobilen „aufblasbaren“ Planetarien eingesetzt. Diese bestehen aus einem runden Kuppelzelt, in dem durch ein Gebläse ein leichter Überdruck erzeugt wird, der es aufrecht hält. Besucherzahl bis ca. 75 Personen (10-m-Kuppel), die meist auf Kissen sitzen. Der Projektor steht teils in der Mitte der Kuppel. Manchmal auch am Rand (z. B. bei Projektor mit 1/4 Kugelspiegel). Solche Planetarien werden meist von Personen betrieben, die sich und ihr Planetarium für Einsatz in Schulen und bei Veranstaltungen aller Art buchen lassen (Firmenfeste, Jubiläen, Werbeveranstaltungen...) .
Ein Planetarium, das nicht auf einen Saal mit kuppelförmiger Decke angewiesen ist, ist das Planetarium Zürich. Der Blick in den Sternenhimmel wird von computergesteuerten Projektoren auf eine Leinwand projiziert.

## Ausstattung und Technik

### Auditorium und Kuppel

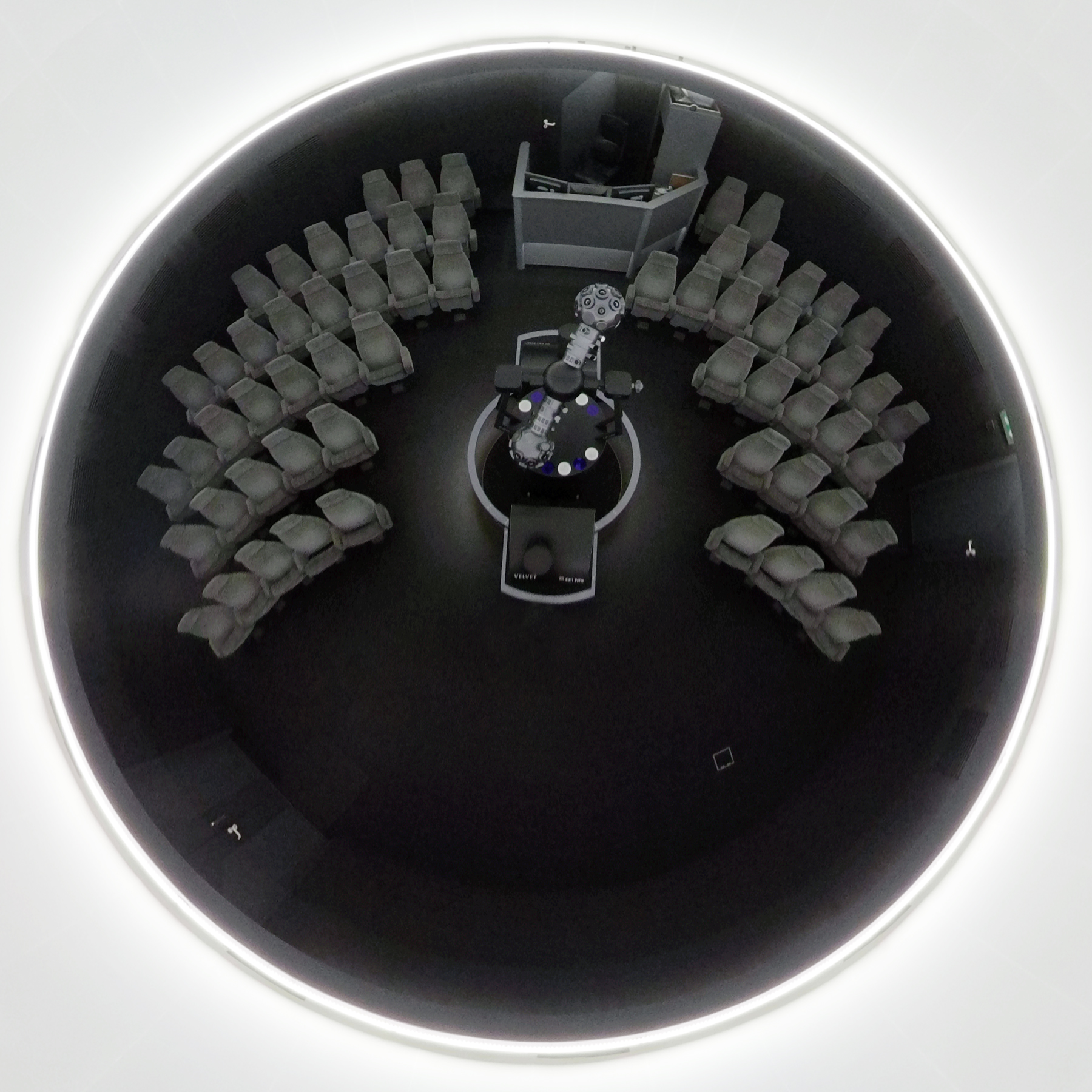
Planetariumskuppel mit unidirektionaler Sitzanordnung.

In vielen Städten gibt es öffentliche Planetarien mit Präsentationen für alle Altersgruppen. Ähnlich wie im Kino nimmt der Zuschauer dabei auf einem Sitz im Kuppelinnenraum Platz. Um eine gute und ergonomische Rundumsicht auf den künstlichen Sternenhimmel an der Kuppel zu gewährleisten, sind die Sitze darunter oft drehbar angeordnet. Die klassische Sitzanordnung besteht aus konzentrischen Sitzreihen rund um den zentralen Sternenprojektor. Bei neueren Bauten wird immer öfter auch eine dem Kino ähnelnde, unidirektionale Sitzordnung installiert. Oft wird die Kuppel dabei um bis zu 30° geneigt, wodurch bei filmischen Vorführungen auch Teile des Bodens zu sehen sein können, ohne dass das Bild verzerrt oder gekippt werden muss. Die Kuppel selbst besteht meist aus gebogenem Metallblech. Wie eine Kino-Leinwand kann sie perforiert sein, um durchlässig für den Schall von dahinter liegenden Lautsprechern zu sein.

### Sternenprojektor

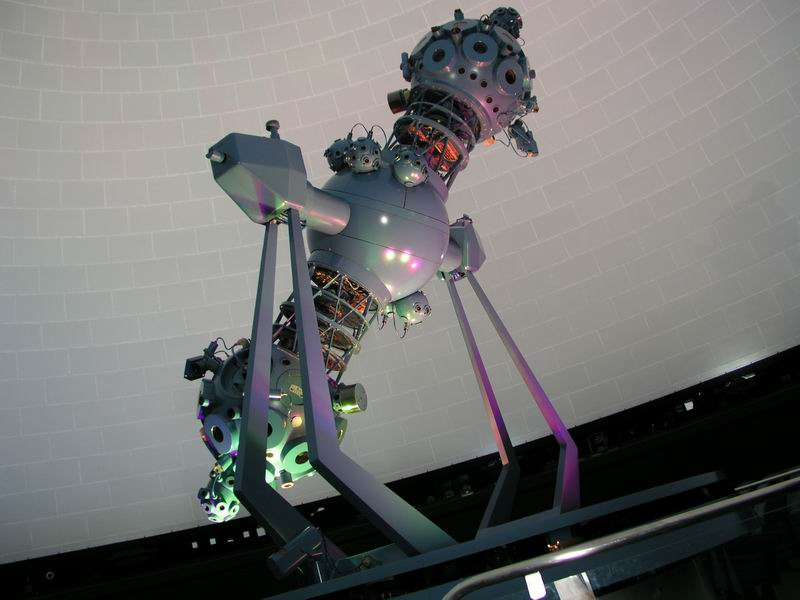
Planetariumsprojektor von Carl Zeiss

Unser heutiges Bild eines Planetariums-Projektors wird geprägt von optomechanischen Geräten in Kugel- oder Hantelform in der Mitte der Kuppel. Kern des Systems sind die Sternfeld-Projektoren. Ältere Geräte stellen die Sterne durch Lochblenden dar, neuere Generationen von Carl Zeiss arbeiten mit Glasfaser-Technik. Veränderliche Objekte wie Sonne, Mond und Planeten werden durch zusätzliche Projektoren erzeugt. Damit lässt sich die Gestalt des Sternenhimmels und auch die scheinbare Bewegung der Sterne und Planeten zueinander, über den Tag, über Jahre oder Jahrhunderte darstellen. Durch Drehung um die Hauptachse lässt sich die Tageszeit bzw. die geografische Länge des Standortes verändern, durch Neigung um eine horizontale Achse kann die geografische Breite bestimmt werden. Weitere Projektoren können die Sternbilder und deren Namen, die Milchstraße und andere nebelartige Objekte darstellen.

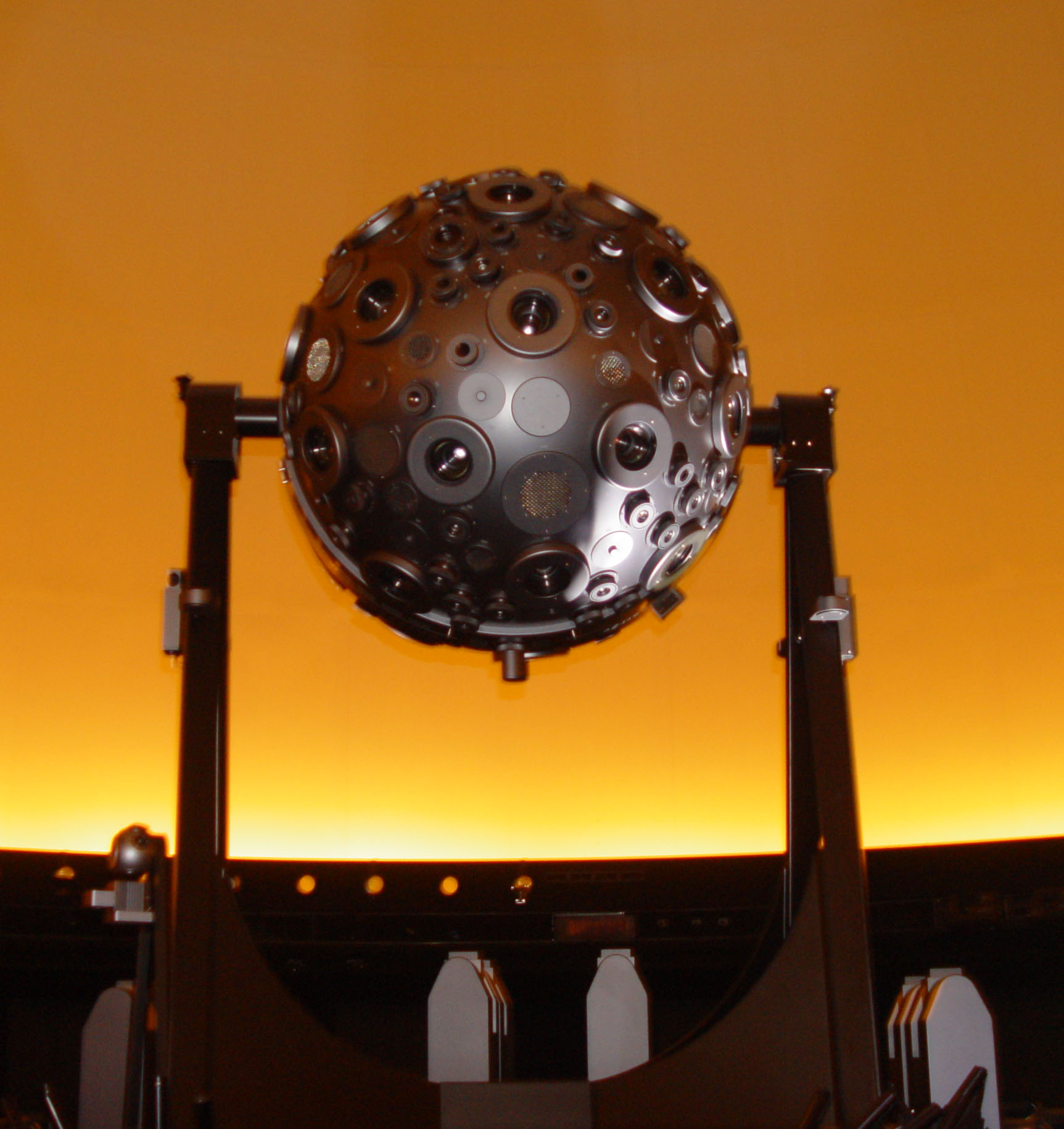
Moderner Zeiss-Planetariumsprojektor Universarium Modell IX

Als modernster Sternenprojektor der Welt gilt das Modell IX „Universarium“ von Carl Zeiss Jena. Das erste Modell in Europa dieser Art wurde im Jahr 2000 im Bochumer Planetarium installiert. Nach Stuttgart im Jahr 2001 wurde 2002 auch im Wiener Planetarium und in Mannheim das Universarium eingerichtet, 2003 folgte das Planetarium Hamburg, 2016 Berlin. Das Zeiss-Planetarium Jena wurde im Oktober 2006 mit einer Ganzkuppel-Laserbild-Projektionsanlage („All Dome Laser Image Projection“) ausgestattet, wie sie auch im Pekinger Planetarium eingesetzt wird. Diese projiziert ein nahtloses Kuppelbild mit einer erheblich verbesserten Farb- und Kontrastdarstellung.
Im Planetarium Hamburg und im Mediendom Kiel wird erstmals in Deutschland auch eine 360°-Video-Projektion mit dem System Digistar 3 des Unternehmens Evans & Sutherland eingesetzt. Dieser Simulator ermöglicht erstmals eine freie Visualisierung komplexer Inhalte über die Astronomie hinaus.

### Dia-Projektoren
Häufig wird die Sternenprojektion durch Diaprojektoren ergänzt. Diese sind meist in den Seitenwänden unterhalb der Kuppel untergebracht. Neben einfachen Projektoren zu Vortragszwecken kommen Systeme mit mehreren, gekoppelten Dia-Projektoren zum Einsatz; hierbei unterscheidet man zwei Varianten:
- Panorama-Projektion (Kuppel-Horizont)
- Allsky-Projektion (Ganzkuppel)

Mit den Diaprojektoren kann u. a. die Silhouette einer Stadt und die Dämmerung dargestellt werden. Um zwischen Panoramen und Ganzkuppel-Bildern überblenden zu können, werden oft mehrere Projektions-Sätze installiert. Daher sind 20 und mehr installierte Diaprojektoren in Planetarien keine Seltenheit.

### Video-Projektoren
Um auch Bewegtbild darstellen zu können, kommen Videoprojektoren zum Einsatz. Um allen Zuschauern einen guten Blick zu bieten, sind diese oft mehrfach ausgeführt. Aufgrund des besseren Schwarzwertes werden meist Röhrenprojektoren eingesetzt. Erst die neueren Generationen von LCD- und DLP-Geräten erfüllen diesen Anspruch zufriedenstellend.

### Laser
Laser bieten eine hohe Lichtstärke, brillante Farben und maximale Schärfe. In großen Häusern werden sie daher als Bild- bzw. Video-Projektoren eingesetzt (z. B. Zeiss ZULIP). Die neuesten Generationen von Laser-Projektoren (Zeiss ADLIP, E&S Digistar Laser) sind in der Lage, die Kuppel vollständig zu bespielen und Sterne in einer vergleichbaren Qualität darzustellen wie ein optomechanischer Sternenprojektor.
Auch Show-Laser, wie man sie in Diskotheken findet, kommen zum Einsatz und werden – kombiniert mit Nebelmaschinen – für Musik- und Unterhaltungsprogramme genutzt. Oft wird die Anlage durch Scheinwerfer, Scanner, Stroboskope etc. ergänzt.

### Ganzkuppel-Video

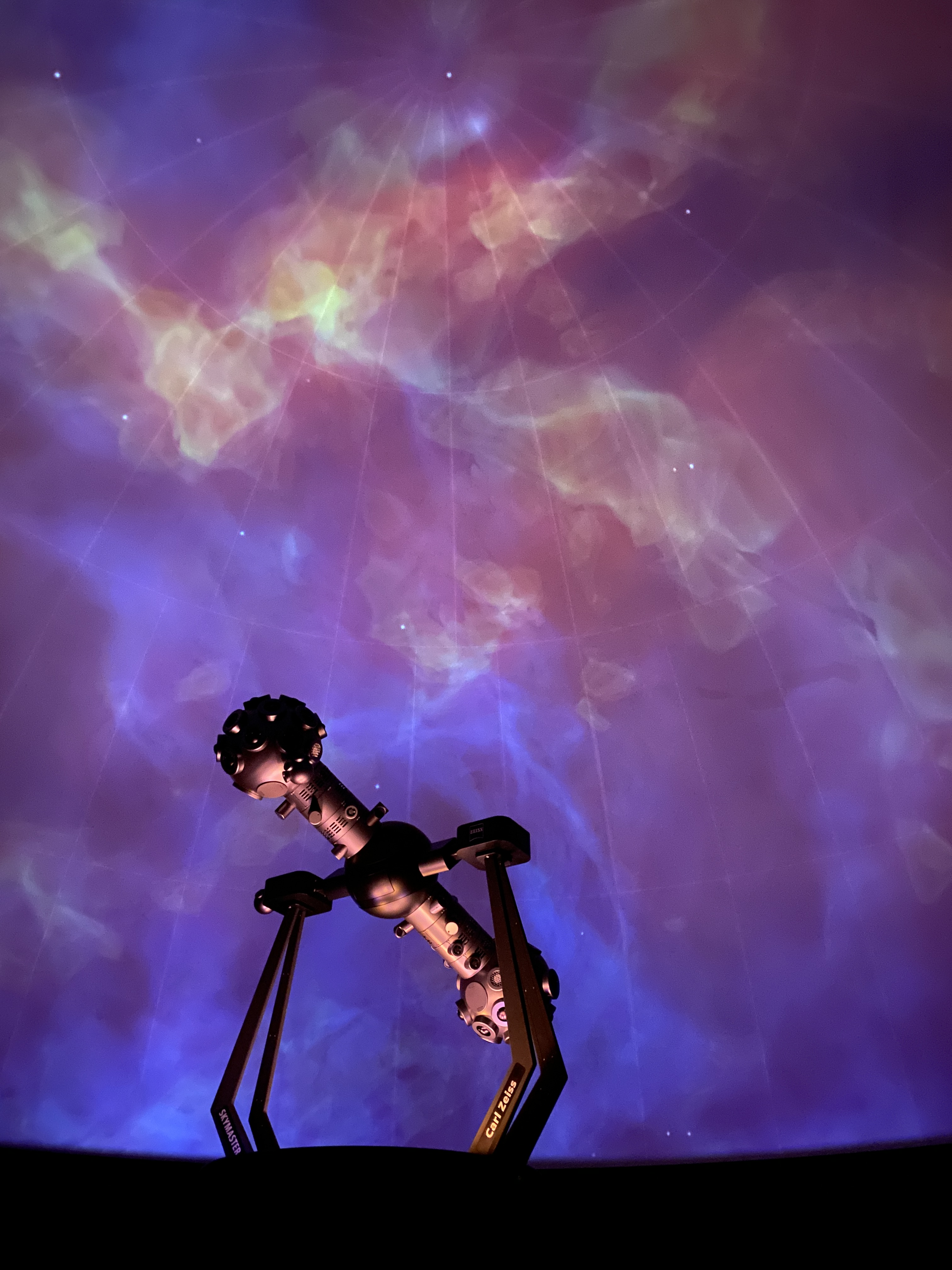
Zeiss ZKP4 Projektor in Verbindung mit einem Fulldome-Videosystem

Durch die Digitalisierung und die immer größeren Speicher und Rechenleistungen ist es seit einigen Jahren möglich, kuppelfüllendes Bewegtbild darzustellen. Mit einem derartigen System können praktisch beliebige Inhalte an die Kuppel projiziert werden; wodurch das Planetarium, genannt auch Sternentheater, zu einem echten Multimedia-Theater wird. Auf diese Weise wird es z. B. möglich, Flüge zwischen den Sternen, Achterbahnfahrten oder Tauchgänge in die Tiefsee zu simulieren.
Das Bild kommt dabei nicht vom Film wie bei einem Kuppel-Kino, sondern wird meist durch mehrere synchron laufende Video-Projektoren dargestellt. Dabei sind zwei Betriebsarten möglich, die teilweise kombiniert werden können:
- Ganzkuppel-Video
- Echtzeit-generierte Bilder, die von leistungsfähigen Grafikprozessoren erzeugt werden – Diese Variante ermöglicht sogar eine interaktive Steuerung von Objekten per Tastatur, Maus oder Joystick.

### Tonsysteme
Auch wenn nach wie vor die meisten Häuser mit klassischen Stereo-Systemen ausgestattet sind, haben gerade die größeren Planetarien auf den Trend zu Mehrkanalton reagiert und entsprechende 5.1- oder 7.1-Kanal-Systeme installiert. Inzwischen sind sogar erste Ansätze zu echten 3-dimensionalen Tonsystemen zu finden, z. B. im Adler-Planetarium in Chicago. In Deutschland finden sich 3D-Audiosysteme in den Kuppeln der Planetarien in Jena, Hamburg und Bochum sowie dem Mediendom der Fachhochschule Kiel. Die letztgenannten vier Anlagen basieren auf Entwicklungen des Fraunhofer-Instituts für Digitale Medientechnologie (IDMT) in Ilmenau.

## Geschichte

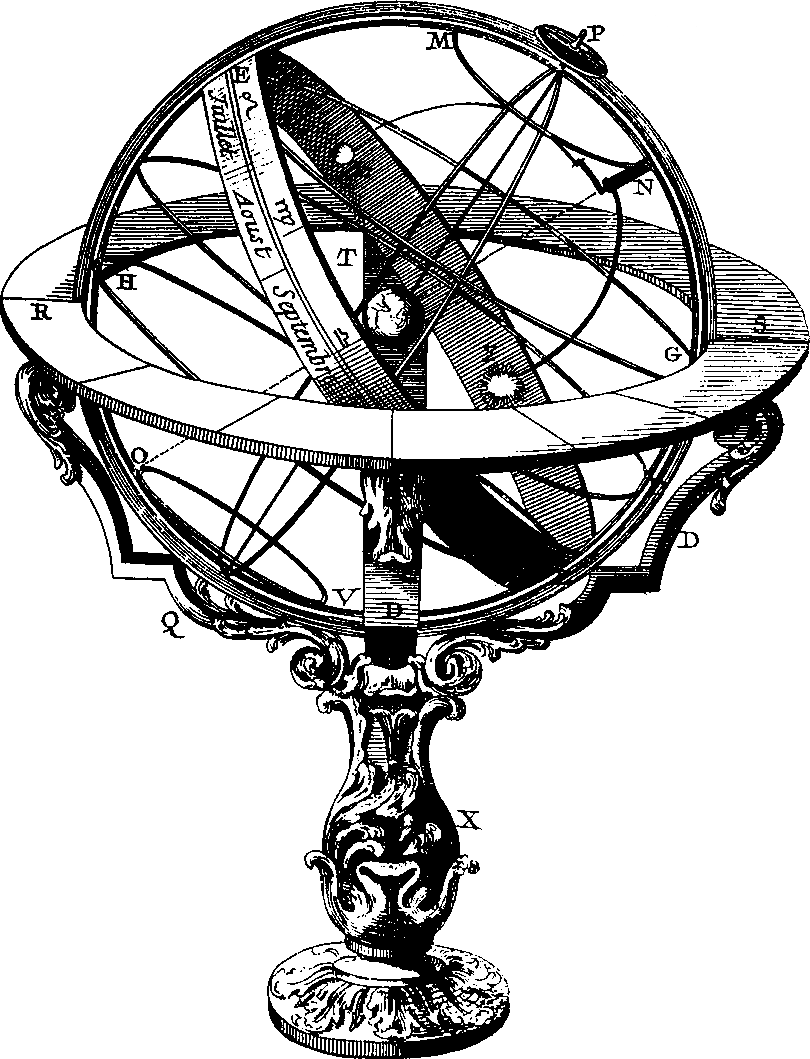
Darstellende Armillarsphäre

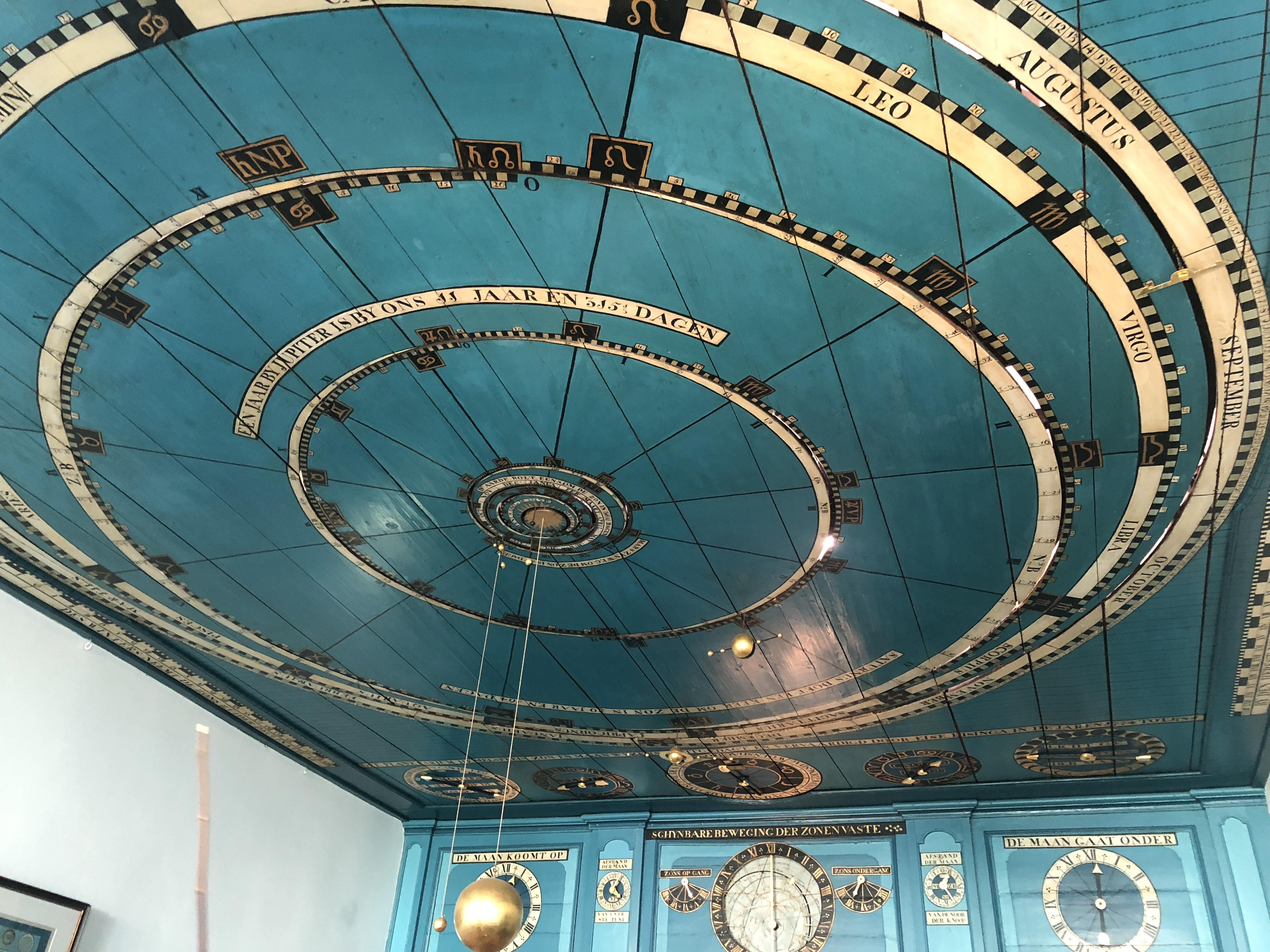
Eisinga Planetarium mit Bewegung der Planeten an der Zimmerdecke

### Mechanische Apparaturen
Bereits in der Antike berichten Cicero, Ovid und Pappos über eine wahrscheinlich von Archimedes konstruierte mechanische Kugel aus Syrakus, die die Bewegungen von Sonne und Mond darstellen konnte. Der Mechanismus von Antikythera war eine mit einer astronomischen Uhr vergleichbares Gerät, das mit Hilfe von Zahnrädern und Zifferblättern astronomisch-kalendarische Zusammenhänge zeigte, vermutlich aus dem 2. oder 1. Jhdt. v. Chr.
Ein Tellurium (von Tellus die Erde) dient der Illustration der jahreszeitlichen Erscheinungen, bedingt durch die Neigung der Erdachse, meist zusammen mit einem Lunarium, das den Mond in das Modell mit einbezieht.
Diese Geräte werden auch als Orrerys bezeichnet, nach dem Grafen von Orrery, der um 1713 so ein Modell erhielt.
Ein mechanisches Modell der Galileischen Monde wird Jovilabium genannt.
Bei Armillarsphären werden die Umlaufbahnen mit Metallringen abgebildet.
Im Gottorfer Riesenglobus befindet sich ein Modell des alten, geozentrischen Weltbildes nach Ptolemäus. Es wurde zwischen 1650 und 1664 errichtet und gilt als ältestes begehbares Planetarium. Weltweit existieren vier solcher Hohlgloben.
Das Eisinga Planetarium befindet sich im Wohnzimmer eines von der UNESCO geschützten friesischen Grachtenhauses in Franeker (Friesland, Niederlande). Das maßstabgetreue Modell wurde zwischen 1774 und 1781 vom Wollkämmer Eise Eisinga gefertigt, nachdem am 8. Mai 1774 Merkur, Venus, Mars, Jupiter und der Mond am Firmament dicht beieinander standen. Daher wurde behauptet, dass durch die gegenseitigen Anziehungskräfte diese Himmelskörper kollidieren und die Erde aus ihrer Umlaufbahn schleudern würden, um sodann in der Sonne zu verbrennen. Eise Eisinga wollte mit dem Gerät zeigen, dass es keinen Grund zur Panik gab.

### Projektions-Planetarien

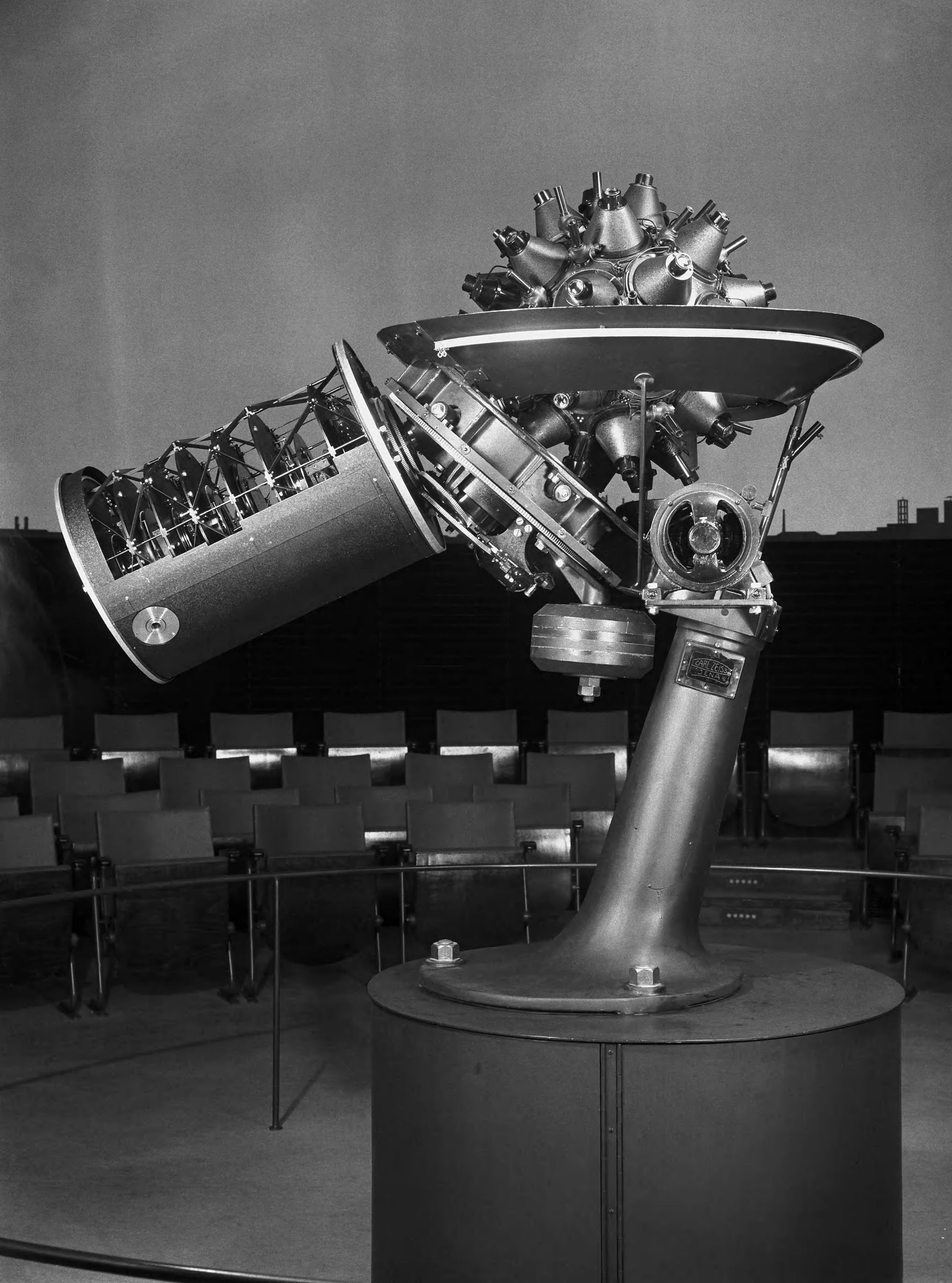
Planetariumsprojektor Zeiss Modell I im Deutschen Museum

Die Firma Carl Zeiss in Jena entwickelte ab 1914 den ersten Planetariumsprojektor für das Deutsche Museum in München. Im Juli 1914 ging man noch von einer Betriebsfähigkeit im Frühjahr 1915 aus:

„Im Neubau des Deutschen Museums in München soll in einem besonderen kuppelartigen Dunkelraum von 5,5 Meter Höhe und 8,2 Meter Durchmesser der Sternhimmel mit der Sonne und den Planeten so anschaulich dargestellt werden, daß auch dem Laien die Bewegung der Erde, des Mondes und der Planeten nach der kopernikanischen Lehre leicht verständlich werden wird und zu ersehen ist, wie sich das Himmelsgewölbe dem Beschauer in München an verschiedenen Tagen und zu verschiedenen Stunden darstellt. Nach P. Richter, der interessante Einzelheiten der geplanten Anlage, die schon im Frühjahr betriebsfähig sein soll, im ‚Geographischen Anzeiger‘ gibt, wird die Sonne in der Mitte des Raumes als helle Lichtquelle angebracht, während die Planeten und Monde als leuchtende beziehungsweise zurückstrahlende Kugeln erscheinen. Die Erde soll etwa 2,5 Meter von der Sonne entfernt sein, weshalb die Entfernungen der äußeren Planeten von der Sonne entsprechend verkürzt werden. Die Planetenbewegung soll erstens in wirklicher Zeit durch ein Uhrwerk, zweitens in beschleunigter Zeit durch Umschaltung aus einen Elektromotor bewirkt werden, wobei auch eine genaue Einstellung für verschiedene, aber bestimmte Daten, zum Beispiel 13. Angust 1843, ermöglicht werden soll. Am Gewölbe des Dunkelraumes werden die in München sichtbaren Fixsterne als Glühlampen verschiedener Größe sichtbar werden, wobei der Veränderlichkeit des sichtbaren Sternenhimmels entsprechend Rechnung getragen wird. Neben diesem Riesenplanetarium nach kopernikanischer Lehre wird ein zweites kleineres das ptolemaeische System veranschaulichen, wobei die Fixsterne an einer Kugel von etwa sieben Meter Durchmesser durchscheinend angebracht werden. Mit Vollendung dieser beiden Anlagen besitzt das Deutsche Museum das größte astronomische Anschauungsmaterial der Welt.“

Die Arbeiten wurden jedoch infolge des Ersten Weltkriegs unterbrochen und dauerten daher bis ins Jahr 1924.
Der Projektor wurde ab August 1923 in einer 16-Meter-Kuppel auf dem Dach der Zeiss-Werke in Jena erprobt und am 21. Oktober 1923 in München präsentiert. Anschließend fanden in der Neun-Meter-Kuppel des noch im Bau befindlichen Deutschen Museums erste öffentliche Vorführungen statt. Nach Fertigstellung des Projektors in Jena gab es ab Ende Juli 1924 dort ebenfalls öffentliche Vorführungen. Mit der Eröffnung des Museumsgebäudes in München nahm das Planetarium im Deutschen Museum am 7. Mai 1925 den Betrieb auf.
Der für das Münchner Planetarium konstruierte Projektor war für die Darstellung des Sternenhimmels aus Sicht des 48. Breitengrades ausgelegt. Für das Nachfolgemodell wählte man einen hantelförmigen, schwenkbaren Aufbau, der die Projektion für beliebige Breitengrade möglich machte. Der erste dieser Modell II genannten Projektoren wurde in dem am 18. Mai 1926 eröffneten Planetarium in Barmen, einem heutigen Stadtteil von Wuppertal, installiert. Noch im selben Jahr eröffneten Planetarien in Leipzig, Düsseldorf, Jena, Dresden und Berlin. Die Projektortechnik wurde von Carl Zeiss in Jena und nach dem Zweiten Weltkrieg in Oberkochen weiterentwickelt. Die technische Ausstattung von Planetarien in aller Welt entwickelte sich zu einem wichtigen Exportprodukt des Unternehmens. Nach Ablauf des Patentschutzes fertigten auch andere Hersteller in den USA und Japan Planetariumsprojektoren verschiedener Bauformen.

### Astronomie-Computerprogramme
Mittlerweile gibt es verschiedene Programme, die auf dem Computer-Monitor ähnliche Darstellungsmöglichkeiten bieten wie ein Planetarium.
Oft kann man sich dabei virtuell im Weltraum zwischen den Sternen bewegen und navigieren. Dazu werden Geschwindigkeit und Entfernungen angegeben, sodass man die räumliche Anordnung der wichtigsten Sterne selbst erkunden kann.

### Handplanetarien
Die neueste Entwicklung sind sogenannte Handplanetarien. Hierbei handelt es sich um eigenständige kleine Computer mit GPS-Empfänger zur Bestimmung der Position und der Zeit, Magnetsensor zur Bestimmung des Azimuts, Beschleunigungsmesser zur Bestimmung der Elevation, Peilvorrichtung in Form eines einfachen Rohrs oder von Kimme und Korn und einem kleinen Bildschirm. Sie sind zum Gebrauch unter dem realen Sternenhimmel gedacht. Mit Hilfe der eingebauten Sensorik wird ermittelt, auf welches Himmelsobjekt das Handplanetarium ausgerichtet ist. Handplanetarien haben je nach Modell verschiedene Betriebsmodi. Bei allen können Himmelsobjekte angepeilt werden, auf Knopfdruck werden sie identifiziert und bei allen Objekten werden weitere Informationen auf dem Bildschirm und bei den wichtigsten Objekten auch Audio-Informationen über einen Kopfhörer ausgegeben. In einem weiteren Modus können Himmelsobjekte eingegeben und mit Hilfe von Richtungsinformationen auf dem Monitor oder an der Visierung aufgesucht werden. Eines der Modelle ist in der Lage, Fernrohre mit Goto-Montierung auf das angepeilte Objekt auszurichten. Ein anderes Modell kann auf spezielle Fernrohre aus nicht magnetischen Materialien wie ein Suchfernrohr montiert werden.
Prinzipiell bieten Handplanetarien abhängig von den auf dem kleinen Rechner vorhandenen audiovisuellen Informationen und Datenbanken ähnliche Möglichkeiten das Weltall zu erkunden wie Projektionsplanetarien mit einer wichtigen Einschränkung: Es steht immer nur der aktuell sichtbare Sternenhimmel zur Verfügung. Neue Informationen und neue Schulungsprogramme lassen sich jederzeit per Software-Update auf das Handplanetarium überspielen. Handplanetarien sind hervorragend geeignet zum Selbststudium des Sternenhimmels. Sie bieten sozusagen geführte Touren durch die sichtbaren Himmelsobjekte. Die wichtigste Betriebsart ist hierbei die Hilfe zum Aufsuchen der Objekte und die dann wiedergegebenen Informationen.

### Software
- Cartes du Ciel – Freeware PC-Planetariumssoftware mit umfangreichen Katalogen und Plugin für beispielsweise Meade Autostar Steuerungen
- Celestia – 3d-Kosmos-Simulator mit tausenden von Objekten, erweiterbar durch vielfältige Plugins – Open Source
- Stellarium – Realistische Darstellung des Sternenhimmels mit freier Wahl von Standort und Zeit sowie zahlreichen Fotos von Himmelsobjekten – Open Source